# Tihomil Drezga
Tihomil Drezga (ou Dresga, Drezza) est un joueur d'échecs croate né le 10 décembre 1903 et mort en 1981.

## Biographie
Né à Šibenik en Croatie il étudie le droit international à la Sorbonne à Paris où il obtient un doctorat de droit.
En 1927 Drezga gagne au club d'échecs Lites à Paris devant Joseph Cukierman, Vitaly Halberstadt et Victor Kahn. En 1928, Il remporta deux parties pour l'équipe de France lors de l'Olympiade d'échecs de 1928 à La Haye et termina ex æquo aux 6e et 7e places du championnat d'échecs de Paris la même année (Abraham Baratz vainqueur). L'année suivante, il remporta le 5e championnat de Paris devant Eugène Znosko-Borovsky.
Après avoir passé quelques années en France, Drezga retourna en Croatie. Il termine 2e à Zagreb (1934), 9e à Maribor (1934) (Vasja Pirc et Lajos Steiner vainqueurs) et 2e derrière Petar Trifunović à Zagreb (1935).
Pendant la Seconde Guerre mondiale, il est professeur à la Faculté de droit de Zagreb de 1943 à 1945. Après la guerre, il émigre en Italie (en 1947) puis aux États-Unis où il meurt à Érié en Pennsylvanie.

## Source de la traduction
- (en) Cet article est partiellement ou en totalité issu de l’article de Wikipédia en anglais intitulé « Tihomil Drezga » (voir la liste des auteurs).

1. ↑  OlimpBase :: 2d Chess Olympiad, The Hague 1928, individual results
2. ↑  Champ Paris 1928
3. ↑  Championnats de Paris
4. ↑  GER-ch 2d Aachen 1934